# Lipostructure

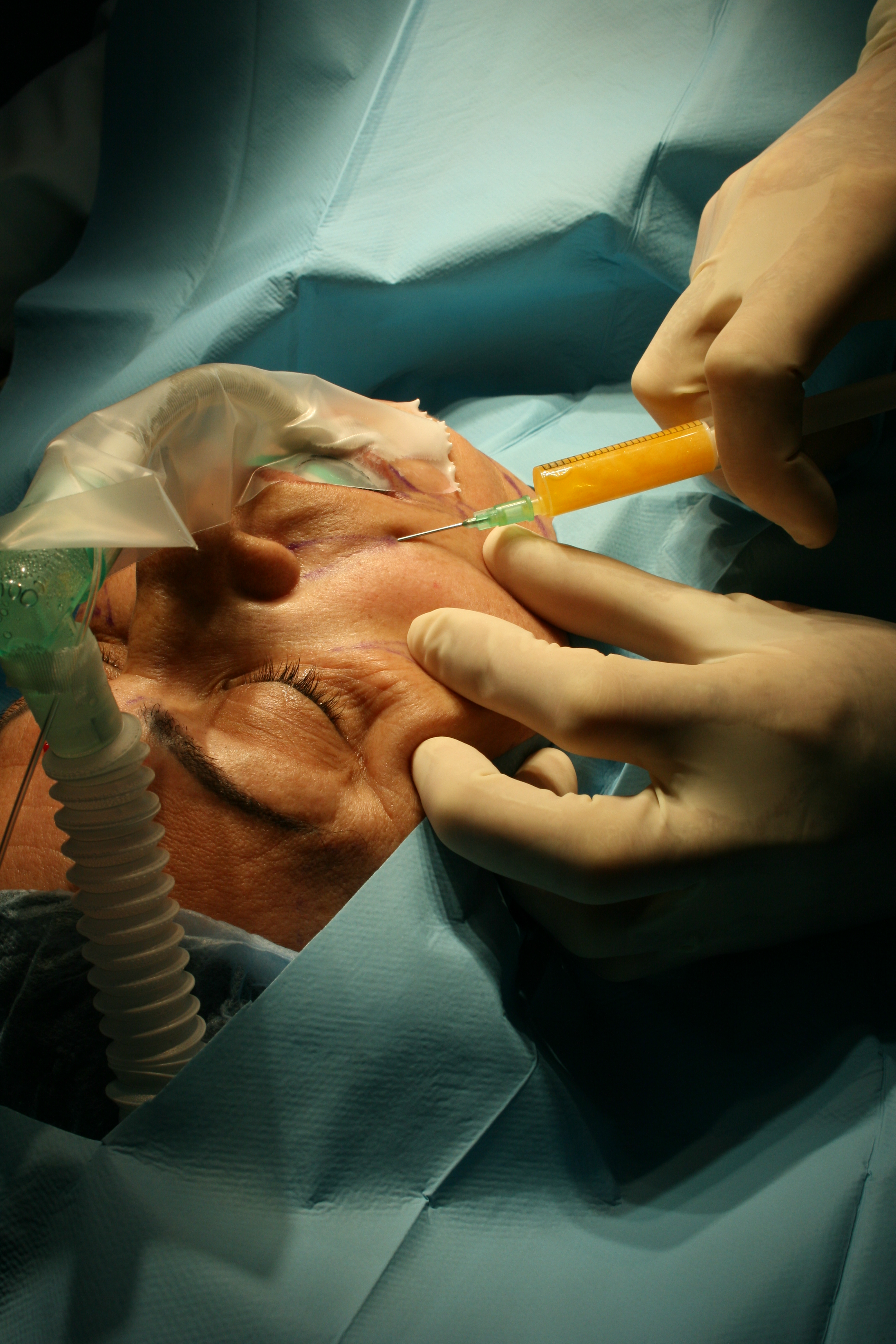
Une lipostructure à la clinique Saint-Vincent de Saint-Denis de La Réunion.

Une lipostructure est une opération de chirurgie plastique consistant à ralentir l'amaigrissement de la main ou du visage lié au vieillissement par le biais d'injections de graisse. Dans le grand public, cette autogreffe est également connue sous le nom de lipofilling.
La graisse injectée est généralement prélevée au niveau du ventre ou des genoux.